# 綱島温泉
綱島温泉（つなしまおんせん）は、神奈川県横浜市港北区綱島・樽町（旧：琵琶畑下）・大曽根にある温泉。戦前・戦後は、“東京の奥座敷”と呼ばれ大きな温泉街であったが、現在は完全に東京・横浜のベッドタウンと化し、3軒の日帰り入浴施設や温泉銭湯が残り、郊外住宅街に埋もれる形でその名残を止めている程度である。

## 泉質
- ナトリウム - 炭酸水素塩冷鉱泉
  - 源泉温度18℃
  - 黒湯と呼ばれる、黒色をした源泉である。透明度はほとんどない。

## 温泉街

### かつて栄えた温泉旅館
温泉が最初に発見された樽町地域に温泉街ができ、次に東京横浜電鉄（現・東急東横線）の開通後に綱島温泉浴場（東京横浜電鉄の直営）周辺の綱島東地域の温泉街化が始まった。昭和には綱島西地域の温泉街化が進み、同地域に最も多くの宿泊施設が作られた。最盛期の1960年（昭和35年）には80軒の温泉旅館があり、東京近郊の温泉地として賑わいを見せていた。
しかし、高度経済成長期以降の東京都市圏の膨張に伴うベッドタウン化など、時代の変化に伴い廃業が相次いだ。特に1964年（昭和39年）に東海道新幹線が開業したことにより、熱海や箱根、伊豆などへ日帰りで行けるようになったことが追い討ちをかけ、観光目的の温泉旅館は1994年（平成6年）までに全て廃業し、最後まで残った横浜市教職員互助会「浜京」も2008年（平成20年）3月15日をもって閉館した。その後もビジネス旅館（きよ水、まつ代、ことぶき旅館等）は数軒営業を続けていたが、2015年（平成27年）のきよ水休業によって、古くからの温泉宿は全て消滅した。

### 現在営業中の温泉
昭和時代から続く温泉施設としては、2025年（令和7年）現在、綱島街道沿いに銭湯の「富士乃湯」および「太平館」が存在する。
2016年（平成28年）4月21日、樽町地域に日帰り温泉施設「綱島源泉 湯けむりの庄」がオープンした。

### 綱島ラジウム温泉 東京園
元々は東京横浜電鉄の「綱島温泉浴場」だった温泉を引き継ぐ形で、1946年（昭和21年）に日帰り入浴施設「綱島ラジウム温泉 東京園」が開業した。
東京園は歌手の三橋美智也が下積み時代にボイラーマンをしていたことでも知られ、地元小学校の校舎建築チャリティーコンサートにも協力していた。大広間の休憩室にはエアコンこそないが、夏は窓からの風で涼むのが心地よい。また、飲食物の持ち込みに制限がないことから、湯上がり客が本を読んだり弁当を食べたりしてくつろいでいる姿が見受けられた。時折、若者たちが楽器を持ち寄ってコンサートを開くこともあり、世代を超えて広く親しまれていた。
しかし、神奈川東部方面線の工事の影響で2015年（平成27年）5月19日をもって無期限休業となり、1年後には建物が解体され、跡地には東急新横浜線新綱島駅が建設された。2013年（平成25年）当時の整備計画では、東京園の跡地に温泉が建設される予定であったが、2016年（平成28年）に「綱島源泉 湯けむりの庄」がオープンしたこともあり、2022年（令和4年）3月時点では東京園跡地の温泉計画は消滅している。

## 歴史

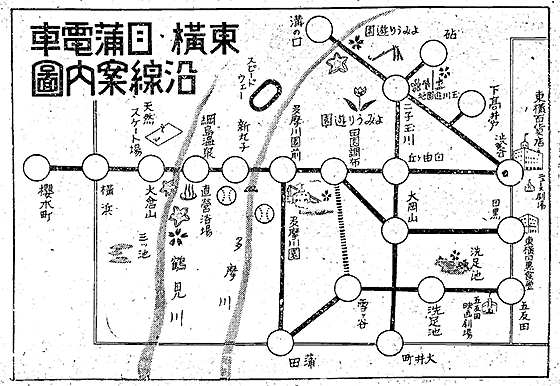
自社の路線案内図に「直営浴場」として紹介された綱島温泉浴場（中段左から4番目。『東横・目蒲電車沿線案内図』1938年）。

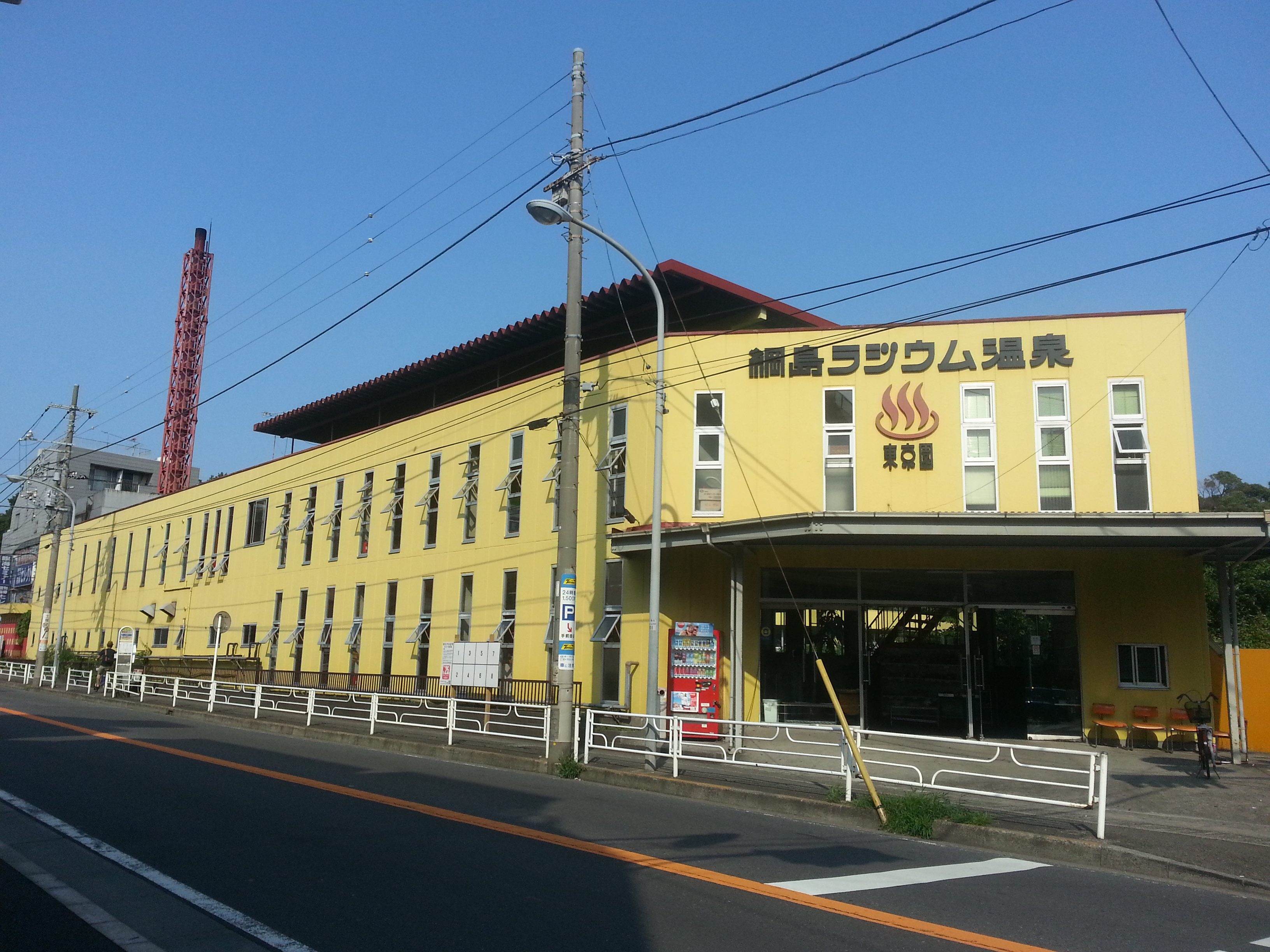
東京園の外観（2013年8月7日）

### 大正
- 1914年（大正3年） - 樽町で菓子商「杵屋」を営んでいた加藤順三が井戸を掘ったところ赤い水が湧いたため（発見者は飯田助大夫、発見所有者は加藤順三）、薬学博士の田原良純が調べた結果、温泉と分かりラジウム温泉と認められる[2][12]。場所は、現在の綱島駅から大綱橋を渡り鶴見川を越えた港北区樽町2丁目である。2018年11月まではすぐ近くにラヂウム霊泉湧出記念碑があり、2019年2月15日に大綱橋のたもとに移設。[3]
- 1917年（大正6年） - 最初の温泉旅館の「永命館」が樽町地域に開業した[3]。港北区史には1917年と記載されてはいるものの、飯田家の日記によると1916年6月1日に永命館を使用した記録があり、開業は1916年以前ではないかとされる。また1915年11月3日に飯田家が綱島東地区の「入船亭」の温泉に入浴した記録が残っていて、記録が錯綜している。吉田律人の研究によると永命館が最初であるのは正しいが、開業年はより1914年に近い年で、港北区史が間違えていると推定している[13]。永命館と入船亭が初期からあった温泉旅館である。[14]
- 1918年（大正7年）- 樽町地域で温泉旅館「琵琶圃」を経営していた嶋村家がバス会社「神奈川自動車合名会社」を設立し、樽町までバスを通した。[4]
- 1926年（大正15年）2月14日 - 東京横浜電鉄神奈川線が開通し、綱島温泉駅が開業する。1926年4月3日の綱島へ客を誘致する広告に記載されていた温泉旅館は入船亭、永命館、琵琶圃、楽園、大綱館の5軒（入船亭が綱島東地域で、それ以外は樽町地域）[4]。その後、駅前には温泉街が形成され、無料の入湯券が配布されるなどのキャンペーンがあり[15]賑わいをみせる。

### 昭和
- 1927年（昭和2年） - 東京横浜電鉄の直営として「綱島温泉浴場」を開業。綱島東地域に温泉旅館街が作られる[4]。「温泉遊園地　多摩川園」にならって遊園地にする計画は、資金不足の関係でスタート時は断念された[15][16]。
- 1930年（昭和5年）前後 - 綱島西地域にも温泉旅館街が作られる[4]。
- 1930年（昭和5年）代 - 旅館では不義や親類に認められない男女の心中事件が度々起こる（連れ込み旅館的要素も大きかった）[13]
- 1933年（昭和8年）3月 - ラヂウム霊泉湧出記念碑が当時の大綱橋のたもとのところに建立。ラヂウム霊泉湧出記念碑は2回移転するが、綱島街道ができた際に、50m程度、より元の井戸に近い場所に移動している。2019年2月15日の移転の際は、大綱橋のたもとの最初に建立された場所のすぐ近くに戻った。[3]
- 1933年（昭和8年）8月 - 綱島温泉駅に西口が開設。当初は東口のみだった。[13]
- 1934年（昭和9年）6月17日 - 綱島温泉エリアの観光名所の1つとして菖蒲園が開業[13]。場所は現在の樽町2-1-1。[17]
- 1935年（昭和10年）10月 - 『横浜貿易新報』の読者投票により県下名勝史蹟四十五佳選に選定された[18]。
- 1941年（昭和16年） - 大東亜戦争（太平洋戦争）勃発、旅館業の廃業命令がでる。
- 1943年（昭和18年）10月 - 温泉旅館が一斉に廃業する。戦争中は石炭の不足および出征で営業が困難になった。[13]
- 1944年（昭和19年）10月20日 - 綱島温泉駅が綱島駅に改称。
- 1944年（昭和19年）12月25日 - 綱島駅周辺がB29による空襲を受ける。[13]
- 1945年（昭和20年）3月10日 - 東京大空襲の際に、樽町がB29による空襲を受ける。樽町地域の温泉街が壊滅的になる。樽町にあった送電塔が狙われたのではないかと地元住民に推測された。[13]
- 1945年（昭和20年）以降 - 戦中は一時下火となったが、戦後、温泉街・芸者街（花街）として復活し、観光目的や湯治目的の他に、接待目的のいわゆる「社用族」の利用が多く、「東京の奥座敷」や「関東の有馬温泉」などとも呼ばれ、アメリカ兵の特殊慰安所としても機能したようである[7]。また性行為目的の「連れ込み宿」（平屋建ての離れ形式が多かった）も立ち並んでいた。
- 1946年（昭和21年） - 「東京園」が開業。
- 1960年（昭和35年） - 綱島温泉の最盛期で、80軒の温泉旅館があった[4]。
- 1962年（昭和37年） - 綱島温泉芸妓組合置屋数19軒（見番2軒）。
- 1964年（昭和39年）10月1日 - 東海道新幹線（東京 - 新大阪）が開業。また、この年の10月には東京オリンピックが開催された。
- 1965年（昭和40年）3月10日 - 警視庁による暴力団壊滅作戦（錦政会（稲川会の前身）に対する第一次頂上作戦）の一環として、温泉旅館石水亭の賭場を捜査。この捜査にて前年5月賭博に歌手水原弘が関与したことが発覚する。
- 1968年（昭和43年）4月25日 - 東名高速道路（東京IC-厚木IC、富士IC-静岡IC、岡崎IC-小牧IC）が開通。
- 1969年（昭和44年）3月19日 - 小田原厚木道路（厚木IC-小田原西IC）が供用開始。
- 1970年（昭和45年）以降 - 交通の発達と共に箱根や伊豆が首都圏の保養地としての地位が上ったため、相対的に旅館の数が減少。それと相俟って1970年（昭和45年）以降は都心へのアクセスの良さなどに着目したマンションデベロッパー、資材販売会社などが、駅西口を中心に温泉旅館の用地買収を強化（行楽園・鶴水旅館・梅島館・嬉野旅館・千草及び周辺の芸妓置屋・検番など）。
- 1975年（昭和50年）9月 - 東口にある「東京園」が不審火により火災。1,719平方メートルを焼損し、しばらく休業するも、署名運動などを受け、2年後に再開。
- 1976年（昭和51年） - 近年の状況を踏まえ、主に周辺で温泉旅館を営んでいた地権者らが西口再開発協議会を設立。その後、イトーヨーカドー綱島店（パデュ通り）を中心とした商業地への転換と共にベッドタウン化が急速に進むこととなった。
- 1980年（昭和55年）頃 - 東口にある老舗旅館「割烹旅館入船（旧称：入船亭）」が閉店。建物はその後38年にわたって残存した。

### 平成
- 1994年（平成6年）2月 - 一般の宿泊施設としては最後の、「割烹旅館水明（旧水明楼）」が閉店。
- 2004年（平成16年） - 東口駅前にあるビジネスホテル「春日家」（元温泉旅館）が閉店（この頃は温泉・割烹旅館から、休憩・商談を目的としたビジネスホテルやラブホテルへの転業が多くあった）。
- 2008年（平成20年）3月15日 - 宿泊施設としては最後の、横浜市教職員互助会「浜京」が閉店。これをもって、｢綱島温泉｣の旅館業が全て廃業となる。
- 2015年（平成27年）5月19日 - 「綱島ラジウム温泉 東京園」が東急新横浜線（東急・相鉄直通線）の工事の影響で無期限休業した。翌2016年に解体。2023年3月に跡地が東急新横浜線の新綱島駅となる。
- 2016年（平成28年）4月21日 - 「綱島源泉 湯けむりの庄」が開業。場所は最初にラジウム温泉が発見された場所から東に1kmで、最初に綱島温泉街が作られた樽町地域である。綱島駅からは少し離れているが、本格的な日帰り温泉施設が復活した[5]。
- 2018年（平成30年）10月 - 「割烹旅館入船」の建物が解体[19]。
- 2019年（平成31年）2月15日 - ラヂウム霊泉湧出記念碑が大綱橋のたもとに移転[20][21]。

### 令和
- 2019年（令和1年）5月 - 長楽園 (後の大綱会館) が解体[3]。
- 2020年（令和2年）12月21日 - 東急電鉄が東急新横浜線の新駅名称について、仮称と同名の「新綱島駅」を選定（手続き上の正式決定は2022年）。公募では「綱島温泉駅」も相当数あり次点に及んだが、採用されなかった[22][23]。
- 2023年（令和5年）3月18日 - 東京園の跡地に東急新横浜線の新綱島駅が開業。